# Hokkaidō
Pour les articles homonymes, voir Hokkaïdo (homonymie).
Hokkaidō ou Hokkaïdo (北海道, Hokkaidō, /hokːaidoː/, littéralement « chemin de la Mer du Nord »), autrefois appelée Yeso ou Ezo (蝦夷, Ezo), est la plus septentrionale des quatre îles principales de l'archipel japonais, et la deuxième par sa taille.
Administrativement, elle correspond également à la fois à une préfecture et à une région. Le chef-lieu de cette préfecture est Sapporo. Parmi les Japonais qui vivent sur Hokkaidō se trouvent une minorité d'Aïnous, qui furent les premiers habitants de l'archipel.

## Géographie

### Relief
Hokkaidō est une île située dans le nord du Japon, à proximité de la Sibérie. Elle se trouve en mer du Japon, qui la sépare au nord-ouest de l'Extrême-Orient russe et au sud-sud-ouest de l'île de Honshū (par le détroit de Tsugaru) ;  elle est aussi baignée par l'océan Pacifique (à l'est-sud-est), et par la mer d'Okhotsk (au nord-nord-est), qui la sépare des îles Kouriles. Les quatre extrémités de l'île sont marquées par le cap Sōya au nord, face à Sakhaline, la péninsule de Shiretoko à l'est-nord-est, le cap Erimo au sud-sud-est, dans le prolongement des monts Hidaka, et la péninsule d'Oshima au sud-ouest, en face de Honshū.
La préfecture d'Hokkaidō inclut de nombreuses petites îles comme Rishiri, Okushiri et Rebun.
Les séismes sont moins fréquents que dans le reste de l'archipel mais le volcanisme est actif. L'épicentre d'un séisme de magnitude 8 se situait à proximité de l'île le 25 septembre 2003 à 19 h 50 min 7 s (UTC).

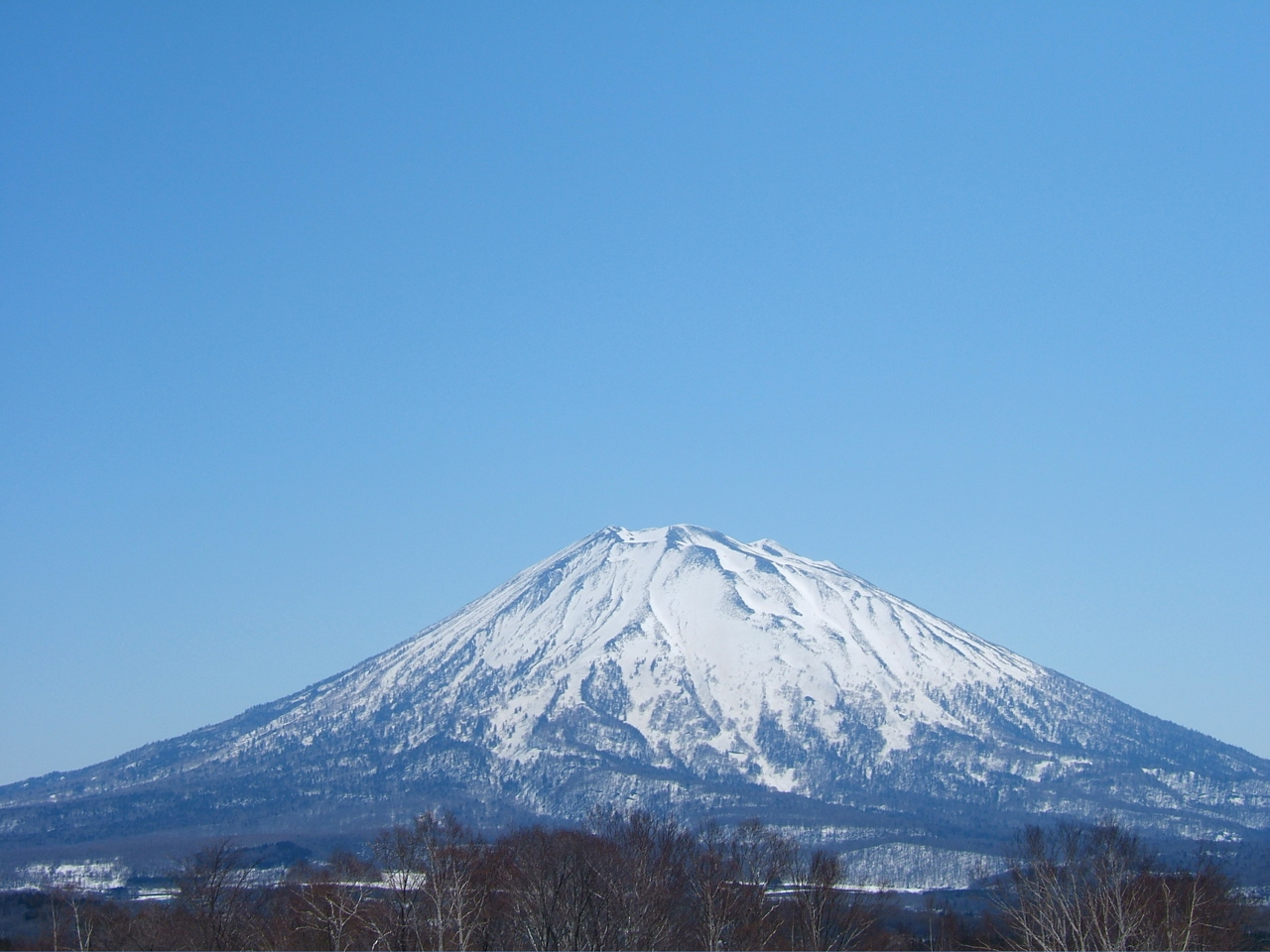
Le mont Yōtei.
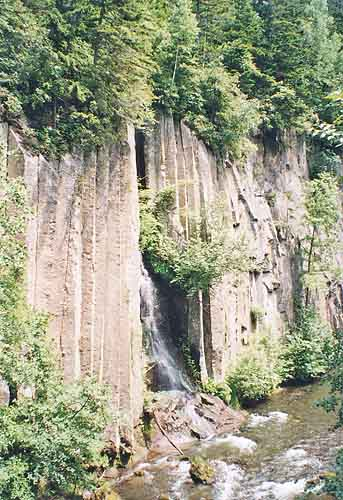
Les gorges de Sōunkyō, dans le groupe volcanique Daisetsuzan.
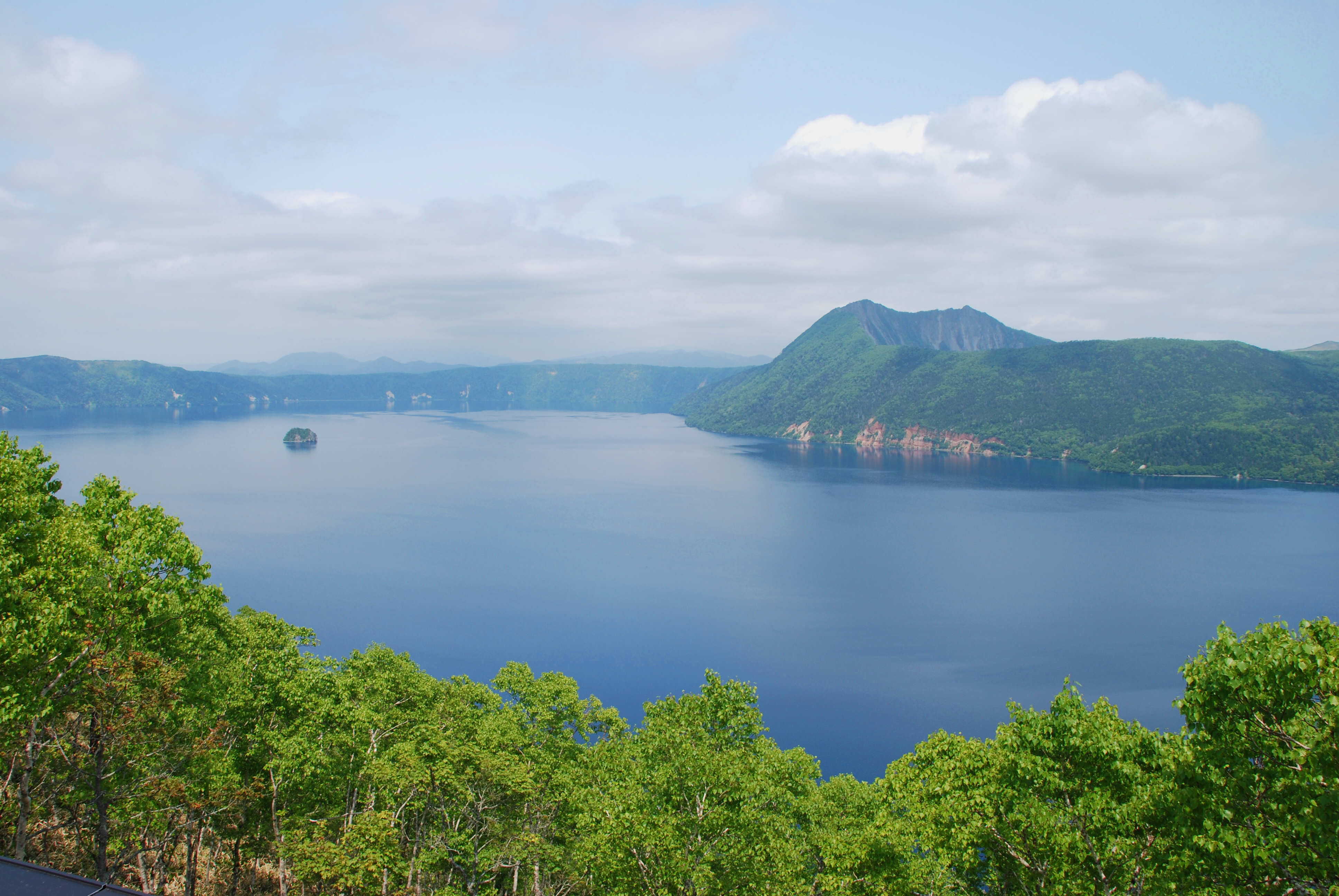
Le lac Mashū.

### Végétation et climat
L'île est couverte à 71 % par des forêts de conifères et décidues ; la surface boisée a diminué de 7 % en un siècle. Elle compte 16 % de terres agricoles.
Hokkaidō est connue pour ses étés frais et secs (en comparaison du reste du Japon, ce qui attire de nombreux touristes) et ses hivers rigoureux. La température moyenne en août est d'environ 22 °C, tandis que celle de janvier varie entre −12 °C et −4 °C, en fonction de l'altitude et de la latitude. Les tempêtes de neige, apportées par les vents en provenance de Sibérie, ne sont pas rares.
En hiver, la mer d'Okhotsk gèle en grande partie, rendant la navigation impossible sur toute la côte Nord. Les pêcheries doivent cesser leur activité jusqu'au dégel.

## Histoire
Hokkaidō était à l'origine la terre du peuple aïnou. On retrouve d'ailleurs la trace de la langue aïnoue dans la toponymie de l'île, ainsi que celle de nombreuses villes dont Sapporo, et de nombreuses espèces d'arbres et d'animaux (par exemple, ezomatsu, ou pin de Hokkaidō). L'origine des Aïnous fait toujours débat ; la théorie la plus répandue les fait venir du continent asiatique, probablement liés aux peuples mongols. En effet, dans le sud de Hokkaidō, des études archéologiques ont mis en évidence la présence de peuplades Jōmon, venant probablement d'Asie, il y a 8 000 à 6 000 ans, et dont les Aïnous sont peut-être les descendants tardifs. Dans le nord de Hokkaidō s'installèrent les Okhotsks six ou sept siècles av. J.-C.
Du VIIe siècle au XIIe siècle cohabitaient les cultures okhotsk et satsujin, sédentaires et agricoles, qui avaient pu se mélanger par endroits. Toutefois, les Okhotsks disparurent ou furent absorbés par les Satsujin au XIIe siècle, formant finalement le peuple aïnou.
L'établissement des premiers Japonais à Hokkaidō survint dans les années 1600 avec une dizaine de milliers de pêcheurs, marchands et cultivateurs, mais globalement, l'île restait très peu peuplée jusqu'au XIXe siècle avec une population d'environ 50 000 habitants, les migrants japonais ayant d'ailleurs dépassé en nombre les Aïnous, qui diminuèrent dès le XVIe siècle et dont la vitalité était passée.
En 1799, sous l'effet de la présence grandissante des Russes et de navires étrangers dans la région, l’île d’Ezo passe sous administration shogunale directe (bien que la domination sur l'île mettra un certain temps à s'établir). Peu après la guerre de Boshin de 1868, un groupe de fidèles des Tokugawa, dirigé par Takeaki Enomoto, déclara l'indépendance de l'île sous le nom de république indépendante d'Ezo, mais la rébellion fut écrasée en mai 1869.
L'intégration proprement dite de l'île dans le Japon, à l'époque l'empire du Japon, survint avec la restauration de Meiji, à partir de 1868, en raison des inquiétudes liées à l’expansion russe en Extrême-Orient. Le 20 septembre 1869, Ezo est ainsi officiellement annexée à l'empire et devient Hokkaidō. Cet acte stratégique, consolidé par une orientation politique de défrichement, de peuplement, et d’intégration des populations aborigènes, a ceci de particulier qu'il atteste le basculement du pays dans un paradigme de relations internationales nouveau : celui des États-nations.
La région fut divisée en onze provinces : Tokachi, Hidaka, Ishikari, Kitami, Kushiro, Nemuro et Teshio, Oshima, Shiribeshi, Iburi et la Chishima pour les îles Kouriles du sud. En 1882, les provinces de Hokkaidō fusionnèrent pour former trois préfectures : Hakodate, Sapporo et Nemuro, qui fusionnèrent à leur tour en 1886. Une commission de colonisation fut créée pour favoriser le peuplement de l'île, dont la population augmenta fortement au sud et dans la ville de Sapporo, choisie pour établir un gouvernement central en 1885. Dès 1875, des soldats-colons s'installaient en échange de terres au centre, à l'est et au nord. En 1900, 600 000 colons japonais résidaient à Hokkaidō. L'intégration des migrants se fit en trois étapes : l'instabilité de la nouvelle société à l'époque de Meiji ; l'enracinement et l'affirmation d'une identité locale d'environ 1910 à 1955 ; enfin une phase de délocalisation, comme dans tout le Japon, et de forte urbanisation, signifiant que les localismes s'effaçaient plus ou moins. La population passa de 1,8 million en 1913 à trois millions d'habitants en 1940, avec notamment trois villes de plus de 100 000 habitants (Hakodate, Sapporo et Muroran).
Dans les années 1930, l'île avait profité de la modernisation intensive, de la révolution industrielle, de l'établissement des rizières, des aides occidentales et notamment américaines, si bien que la majeure partie du territoire était parfaitement occupée à l'exception des terres les plus hostiles au nord et à l'est, avec de grandes villes dont Sapporo et Otaru.
Après la Seconde Guerre mondiale, quelque cinq millions de colons revinrent de Corée et de Mandchourie, si bien que l'agence de développement créée en 1950 poussait systématiquement au peuplement des zones peu habitées du nord et de l'est.

## Découpage administratif
Hokkaidō est à la fois une préfecture (Hokkaidō) et une région du Japon (Hokkaidō-chihō, mot rarement utilisé en japonais, Hokkaidō étant généralement préféré, sauf lorsque la distinction formelle est absolument nécessaire). Le chef-lieu de cette préfecture est Sapporo.
Hokkaidō est la seule préfecture entièrement divisée en sous-préfectures. Cela est dû principalement à sa grande taille. La ville de Sapporo est en effet trop éloignée de certaines parties de l'île pour pouvoir prendre en charge toute la gestion administrative. Les sous-préfectures de Hokkaidō effectuent le travail habituellement accompli par les bureaux préfectoraux dans le reste du Japon.
| Les quatorze sous-préfectures sont : - Hidaka ; - Hiyama ; - Iburi ; - Ishikari ; - Kamikawa ; - Kushiro ; - Nemuro ; - Okhotsk ; - Oshima ; - Rumoi ; - Shiribeshi ; - Sorachi ; - Sōya ; - Tokachi. |

Les villes principales sont Sapporo, Hakodate et Asahikawa.

## Économie
Bien que l'industrie légère soit également représentée (en particulier la papeterie, le brassage de la bière et la production de nourriture), la plus grande part des emplois se trouve dans le secteur des services. Le tourisme est très important pour l'économie, en particulier pendant l'été, dont la fraîcheur attire les vacanciers (il fait très chaud dans le reste du Japon à cette période de l'année). En hiver, ce sont les stations de ski qui prennent le relais.
Les Jeux olympiques d'hiver de 1972 ont eu lieu à Sapporo.

## Transport
Le seul lien terrestre de Hokkaidō avec le reste du Japon est le tunnel du Seikan (tunnel ferroviaire). Il s'agit du deuxième plus long tunnel ferroviaire du monde. Il a été ouvert en mars 1988 après plus de dix ans de travaux, et relie l’île de Honshū à Hokkaidō, permettant une meilleure intégration de l’espace insulaire grâce à sa ligne ferroviaire.
Mais la plupart des voyageurs arrivent sur l'île par avion. Le principal aéroport est celui de Chitose, appelé nouvel aéroport de Chitose, au sud de Sapporo. Tokyo-Chitose est la ligne la plus empruntée du Japon avec plus de quarante-cinq vols par jour, assurés par trois compagnies.
On peut également se rendre à Hokkaidō par ferry, à partir des ports de Nagoya, Oarai et Sendai sur la côte Pacifique et de Maizuru, Tsuruga, Niigata et Akita en mer du Japon. Le transport est principalement assuré par les compagnies Taiheiyō Ferry, MOL Ferry (Sunflower) et Shin Nihonkai Ferry.
Le réseau ferré à l'intérieur de Hokkaidō est bien développé, mais certaines villes ne sont accessibles qu'en bus ou en voiture.
Le Shinkansen est un autre élément d'intégration de Hokkaidō à la dynamique du Japon. En effet, le Shinkansen est un service de train à grande vitesse qui existe au Japon depuis environ cinquante ans. Le 26 mars 2016, une ligne a été ouverte entre les gares de Shin-Aomori (qui se situe au nord de l'île de Honshū) et de Shin-Hakodate-Hokuto (qui se situe au sud de l'île de Hokkaidō). On voit ainsi une continuité de la ligne, qui traverse les espaces dynamiques du Japon et qui va sur l'île la plus septentrionale du pays. Cette ouverture récente a pour but de dynamiser et d'intégrer Hokkaido en rendant cet espace plus accessible. De plus, une extension de la ligne du train à grande vitesse est prévue pour 2030 afin de relier la ville principale de Hokkaidō, Sapporo, à ce système ferroviaire.

## Agriculture
Hokkaidō occupe le premier rang dans l'agriculture du Japon, notamment pour la production de riz et de poisson. L'ensemble de la filière agricole est très développé : élevage, culture, pêche. Un quart des terres cultivées se situe dans cette région. Les productions principales sont celles de blé (65,5 %), de pommes de terre (79,5 %) et de betteraves (100 %). On y produit également de nombreuses variétés de légumes, de la viande, du poisson, et des fruits de mer.

## Tourisme
Le tourisme occupe une place importante dans l’économie de l'île d'Hokkaidō. En 2014, le Japon a attiré plus de treize millions de visiteurs étrangers, ce chiffre est en hausse depuis 2011. La majorité des touristes vient d’Asie, en particulier de Chine, de Taïwan et de Corée du Sud.

## Culture
- Le festival de la neige de Sapporo (sculptures géantes en glace).
- Ban'ei, des courses de chevaux de trait (Percherons, Bretons et Traits belges entre autres[14]) uniques au monde, où ces derniers doivent tirer de lourdes charges sur des traîneaux, le long d'une piste de 200m comportant différents types de terrains[15].
- Les parcs nationaux :
  - parc national d'Akan ;
  - parc national de Daisetsuzan ;
  - parc national de Kushiro Shitsugen ;
  - parc national de Rishiri-Rebun-Sarobetsu ;
  - parc national de Shiretoko ;
  - parc national de Shikotsu-Tōya.

## Personnalités liées à Hokkaidō
- Bin Kashiwa, artiste peintre
- Saki Kumagai, footballeuse internationale
- Hiromu Arakawa, mangaka

## Revendications territoriales
Il y a un conflit à propos des îles qui se situent au Nord d’Hokkaido. En effet, les îles Kouriles sont revendiquées par le Japon et la Russie. Chaque État revendique les îles du Sud de l’archipel des Kouriles, et ne reconnait pas la souveraineté de l’autre. Cet archipel est composé d’environ trente îles volcaniques et de plusieurs îlots. Le Japon et la Russie s’affrontent dans ce conflit, en particulier pour bénéficier de la zone économique exclusive des îles.
Les zones économiques exclusives des îles Kouriles offrent en effet de nombreuses ressources halieutiques, car c’est l’un des espaces les plus poissonneux de l’océan Pacifique, mais aussi des ressources minérales avec des gisements de soufre et de pyrite. Ainsi, le Japon réclame les quatre îles les plus au Sud de l’archipel, qu’il décrit comme des extensions de l’île d’Hokkaido.

## Jumelages
La préfecture de Hokkaidō est jumelée avec les municipalités et les régions suivantes :
- Heilongjiang (Chine) depuis le 13 juin 1986 ;
- Pusan (Corée du Sud) depuis le 14 décembre 2005 ;
- Séoul (Corée du Sud) depuis le 15 octobre 2010 ;
- Gyeongsang du Sud (Corée du Sud) depuis le 7 juin 2006 ;
- Chiang Mai (Thaïlande) depuis le 26 février 2013 ;
- Oblast de Sakhaline (Russie) depuis le 22 novembre 1998 ;
- Alberta (Canada) depuis le 17 octobre 1980 ;
- Massachusetts (États-Unis) depuis le 7 février 1990.